# Хвощ великий (пам'ятка природи, Рівненський район)
Хвощ вели́кий — ботанічна пам'ятка природи місцевого значення в Україні. Розташована в межах Рівненського району Рівненської області, за 0,5 км на схід від села Решуцьк. 
Площа 6,2 га. Статус надано згідно з рішенням обласної ради від 28.02.1995 року № 33. Перебуває у віданні Кустинської сільської ради. 
Статус надано з метою збереження природного комплексу як місця зростання рідкісного виду — хвоща великого. Територія пам'ятки природи простягається вузькою смугою у притерасній частині лівобережної заплави річки Горинь. 